# Saint-Privat-des-Prés
Saint-Privat-des-Prés è un comune francese di 582 abitanti situato nel dipartimento della Dordogna nella regione della Nuova Aquitania.

## Società

### Evoluzione demografica
Abitanti censiti